# Замыцкова, Галина Михайловна
Гали́на Миха́йловна Замыцко́ва (род. 29 декабря 1964, Тольятти, СССР) — советская спортсменка, чемпионка мира и Европы по спортивной акробатике, тренер по фитнес-аэробике.

## Биография
Первым тренером была Людмила Буряк, затем занималась у Виталия Гройсмана и хореографа Людмилы Босых.
В 1986 году окончила Кубанский государственный университет физической культуры, спорта и туризма, стала тренером.
В 1994 году создала и возглавила спортивный клуб «Фристайл», на базе которого позднее возникла федерация фитнес-аэробики и спортивной аэробики Тольятти. За годы существования в клубе было выращено несколько победителей первенств России и мира. Работает в клубе тренером и хореографом спортивных дисциплин.
В 2011 году «за особый вклад в развитие физической культуры и спорта, пропаганду здорового образа жизни среди детей и молодёжи» была награждена почётной грамотой городской Думы Тольятти.
Спортивный судья всероссийской категории по фитнес-аэробике. Одна из пяти членов технического комитета России по фитнес-аэробике.

## Достижения

### Спортивные
В 1980 году женская тройка в составе А. Никифоровой, Л. Клюкиной и Г. Замыцковой одержала победу на чемпионате РСФСР по спортивной акробатике, проходившем в Воронеже, на IX международных соревнованиях по спортивной акробатике на приз лётчика-космонавта В. Н. Волкова,а также победила на чемпионате СССР.
Принимала участие в чемпионате мира 1982 года. Анализируя результаты чемпионата специалисты отмечали, что сложность программы советской тройки Никифорова — Клюкина — Замыцкова была невысока, равная сложности болгарской тройки и заметно уступающая программе китаянок. Указывалось на отсутствие высоких эффектных и сложных пирамид, недостаточность элементов высшей сложности. Однако отличная общедвигательная и хореографическая подготовка, удачный подбор партнёрш и стабильность выполнения композиций на фоне заметных срывов главных соперниц позволили тольяттинским спортсменкам завоевать все три золотые медали чемпионата. Эти же победы сделали Галину и чемпионкой Европы.
Трёхкратная чемпионка СССР (1980, 1982, 1983) и пятикратная чемпионка России по спортивной акробатике (1980—1984).
Мастер спорта международного класса.

### Тренерские

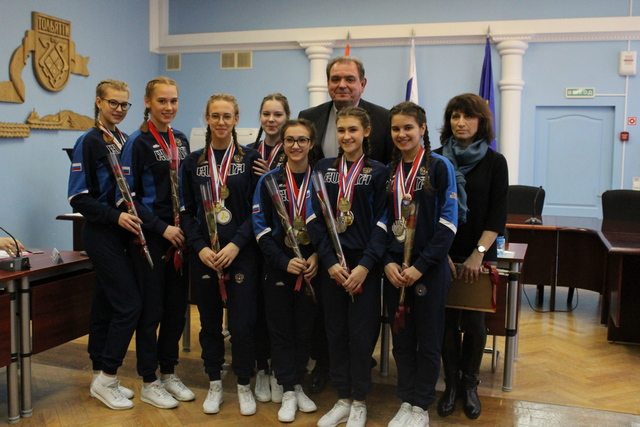
Команда по степ-аэробике «Лада Фристайл» в городской администрации Тольятти

В 2013 году тренируемые Галиной Замыцковой команда юниоров «Лада-Фристайл» и команда кадетов «Лада ТЛТ» заняли второе место на кубке России по фитнес-аэробике, а команда детей младшего возраста «Калина» — третье.
В 2015 году команда «Лада-Фристайл» заняла 1 место в дисциплине «Степ» среди юниоров, а «Лада-ТЛТ» 2 место в дисциплине «Степ» и 3 место в дисциплине «Аэробика» среди кадетов а первенстве Европы по фитнес-аэробике в Дордрехте (Нидерланды)
В 2016 году команда юниоров «Лада-Фристайл», тренером которой является Замыцкова, стала победителем первенства Европы по фитнес-аэробике и первенства мира по фитнес-аэробике в дисциплине «Степ — аэробика»
В 2017 году тольяттинские команды «Лада-Фристайл» (юниоры) и «Лада ТЛТ» (кадеты), выступавшие в составе сборной России под руководством Галины Замыцковой и Натальи Трущелёвой, одержали победу в дисциплине «Степ — аэробика» на первенстве Европы по фитнес-аэробике.
На чемпионате Европы 2018 в дисциплине «Степ — аэробика» «Лада-Фристайл» под руководством тренерского дуэта Галины Замыцковой и Натальи Трущелевой заняла второе место, а «Лада ТЛТ» — четвёртое. В 2019 году команда «Лада-Фристал» стала серебряным призёром чемпионата России